# Военно-воздушные силы и войска ПВО Хорватии
Военно-воздушные силы и войска ПВО Хорватии (хорв. Hrvatsko ratno zrakoplovstvo) — вид вооружённых сил Хорватии.

## Структура
Командование ВВС и ПВО (Zapovjedništvo HRZ i PZO (zHRZ i PZO)) — Авиабаза Загреб
- Командующий ВВС (Zapovjednik HRZ i PZO) — Авиабаза Загреб (бригадный генерал)
- Командний штаб ВВС и ПВО (Stožer zapovjedništva) — Авиабаза Загреб
  - Штабная рота Командующего ВВС (Zapovjedna satnija Zapovjedništva HRZ-a i PZO-a (ZS Z HRZ-a i PZO-a))
    - включает: Командование роты; Штаб-квартира с тылового элемента и Взвод связи
- 91-я Авиабаза Загреб (91. Zrakoplovna baza Zagreb (91. ZB))
  - Казарма «Полковник Марко Живкович», Авиабаза Загреб (военная часть Международного аэропорта За́греб - Плесо «Франьо Туджман» (Zračna luka „Franjo Tuđman”))
    - Командование 91-й АБ (Zapovjedništvo 91. ZB)
    - Штабная рота 91-й АБ (Zapovjedna satnija)
    - Эскадрилья боевых самолётов (Eskadrila borbenih aviona (EBA)) — 8/4x МиГ-21 бис-Д/УМД, еще использует аэропорта Пула как аэродром переднего базирования
    - Эскадрилья транспортных самолётов (Eskadrila transportnih aviona (ETA)) — 2x Ан-32, 1x Challenger 604
    - Авиа-технический батальон (Zrakoplovno-tehnička bojna (ZTB))

  - Военный объект Лучко (Vojni objekt Lučko, военная часть гражданского аэродрома Нови Загреб - Лучко (Zračno pristanište Lučko)
    - Эскадрилья многоцелевых вертолётов (Eskadrila višenamjenskih helikoptera (EVH)) — 10/1x Ми-171Ш/ Ми-17-1ВА
- 93-я Авиабаза Задар (93. Zrakoplovna baza Zadar (93. ZB))
  - Казарма «Полковник Мирко Вукушич», Авиабаза Задар-Земуник (военная часть Международного аэропорта Задар  (Zračna luka Zadar))
    - Командование 93-й АБ (Zapovjedništvo 93. ZB)
    - Штабная рота 93-й АБ (Zapovjedna satnija)
    - Противопожарная эскадрилья ((Protupožarna eskadrila) (PE)) — 6x CL-415, 1/5x AT-802F/AF
    - Эскадрилья самолётов (Eskadrila aviona (EA)) — 17x PC-9M, 5x Zlin Z-242L
    - Эскадрилья вертолётов (Eskadrila helikoptera (EH)) — 16x OH-58D (R), 8x Bell 206B-3
    - Авиа-технический батальон (Zrakoplovno-tehnička bojna (ZTB))

  - Казарма Княз Трпимир (Vojarna „Knez Trpimir“), Аэродром Дивулье (Letjelište Divulje), Трогир, недалеко от города Сплит
    - Эскадрилья транспортных вертолётов (Eskadrila transportnih helikoptera (ETH)) — 10/2/1x Ми-8МТВ-1/Т/ПС, поддерживает ВМС и Береговую охрану, будет перевооружаться на UH-60 Black Hawk с 2020 года.
- Батальон наблюдения воздушного пространства и управления (Bojna zračnog motrenja i navođenja (bZMIN)) — Авиабаза Загреб
  - Командование батальона (Zapovjedništvo bZMIN)
  - Центр наблюдения воздушного пространства Подворница (Središte za nadzor zračnog prostora Podvornica (SzNZP Podvornica))
  - Районный оперативный центр Сплит (Sektorsko operativno središte Split (SOS Split)) (осуществляет оперативную связь с ВМС и Береговой охраной)
  - 5x РЛС FPS-117 в Сльем, Боринци, Папук, Учка и Рота
  - Рота авиа-технического ремонта и поддержки (Satnija za zrakoplovno-tehničko održavanje i opskrbu (sZTOO))
- Учебный центр ВВС и ПВО «Рудольф Перешин» (Središte za obuku Hrvatskog ratnog zrakoplovstva i protuzračne obrane "Rudolf Perešin" (SzO HRZ-a i PZO-a)) — Авиабаза Задар-Земуник
  - Командование УЦ ВВС и ПВО (Zapovjedništvo SzO-a HRZ-a i PZO-a)
    - Отдел обучения, доктрины и стандартизации обучения (Odsjek za obuku, doktrinu i standardizaciju obuke)
    - Отдел поддержки обучения (Odsjek za potporu obuke)

  - Школа пилотов (Pilotska škola)
  - Учебный факультет (курсантов) (Odjel za obuku)
    - Воздухоплавательный отдел (Odsjek zrakoplovstva)
    - Отдел наблюдения и управления (Odsjek motrenja i navođenja)
    - Отдел технических служб ВВС и ПВО (Odsjek tehničke službe HRZ-a i PZO-a)

  - Учебная рота (специалистов) (Satnija za obuku)
    - Учебный взвод специалистов наблюдения и управления (Vod za obuku vojnika motrenja i navođenja)
    - Учебный взвод специалистов технических служб ВВС и ПВО (Vod za obuku vojnika tehničke službe HRZ-a i PZO-a)

## Предыдущий боевой состав
| Обозначение формирования или части                                   | Вооружение и оснащение | Место расположения                                            |
| -------------------------------------------------------------------- | ---------------------- | ------------------------------------------------------------- |
| 21-я истребительная эскадрилья                                       | MиГ-21бисD, МиГ-21УМD  | 91-я авиационная база (Загреб-Плесо, 28-я ТВЭ — Загреб-Лучко) |
| 27-я транспортная эскадрилья                                         | Ан-32                  | 91-я авиационная база (Загреб-Плесо, 28-я ТВЭ — Загреб-Лучко) |
| Правительственное звено                                              | CL-604                 | 91-я авиационная база (Загреб-Плесо, 28-я ТВЭ — Загреб-Лучко) |
| 28-я транспортная вертолётная эскадрилья                             | Ми-8MTВ-1              | 91-я авиационная база (Загреб-Плесо, 28-я ТВЭ — Загреб-Лучко) |
| 22-я истребительная эскадрилья                                       | MиГ-21бисD, МиГ-21УМD  | 92-я авиационная база (Пула)                                  |
| 25-я эскадрилья                                                      | PC-9M                  | 92-я авиационная база (Пула)                                  |
| Авиационная учебно-тренировочная эскадрилья                          | UTVA 75, PC-9M         | 93-я авиационная база (Задар-Земуник)                         |
| Вертолётная учебно-тренировочная эскадрилья                          | Bell 206B              | 93-я авиационная база (Задар-Земуник)                         |
| 885-я противопожарная эскадрилья                                     | AT-802F, CL-415        | 93-я авиационная база (Задар-Земуник)                         |
| 20-я транспортная вертолётная эскадрилья (действует в интересах ВМС) | Ми-8MTВ-1              | 95-я авиационная база (Сплит)                                 |

## Техника и вооружение
| Изображение                   | Тип                       | Производство | Назначение                         | Количество | Примечания |  |
| ----------------------------- | ------------------------- | ------------ | ---------------------------------- | ---------- | --- |  |
| Боевые самолёты               |                           |              |                                    |            | |  |
|                               | Дассо «Рафаль»            | Франция      | многоцелевой истребитель           | 12         | |  |
|                               | MиГ-21бис                 | СССР         | многоцелевой истребитель           | 4          | Ранее принадлежащее ВВС Йемена самолёты перешедшие в собственность украинского государственного предприятия «Одесавиаремсервис», которое отремонтировало и модернизировало их. Куплены у Украины в 2014—2015 годах. |  |
|                               | МиГ-21УМД                 | СССР         | учебный фронтовой истребитель      | 4          | Модернизация до версии МиГ-21УМД произведена румынской компанией «Aerostar» в 2003—2004 годах. |  |
| Tранспортные самолёты         |                           |              |                                    |            | |  |
|                               | Ан-32                     | СССР         | военно-транспортный самолёт        | 2          | Отремонтированы и модернизированы на заводе в Киеве в 2004 году. На 2024 год находятся на хранении |  |
|                               | CL-604                    | Канада       | пассажирский                       | 1          | |  |
| Учебно-тренировочные самолёты |                           |              |                                    |            | |  |
|                               | PC-9M                     | Швейцария    | учебно-тренировочный самолёт       | 17         | Поставлены в апреле-ноябре 1997 года. |  |
|                               | Zlin 242L                 | Чехия        | учебно-тренировочный самолёт       | 4          | |  |
| Противопожарные самолёты      |                           |              |                                    |            | |  |
|                               | CL-415                    | Канада       | противопожарный самолёт-амфибия    | 6          | |  |
|                               | AT-802FA                  | США          | противопожарный самолёт-амфибия    | 5          | |  |
| Вертолёты                     |                           |              |                                    |            | |  |
|                               | Ми-171Ш                   | Россия       | военно-транспортный вертолёт       | 10         | Поставлены в счёт долга России Хорватии в 2007 году. |  |
|                               | Sikorsky UH-60 Black Hawk | США          | военно-транспортный вертолёт,      | 4          | Заказано 4 шт., модель UH-60M |  |
|                               | Bell OH-58 Kiowa          | США          | лёгкий многоцелевой вертолёт,      | 15         | Mодель ОН-58Д |  |
|                               | Bell 206B-3               | США          | учебный вертолёт                   | 8          | Закуплены у фирмы «Bell Helicopter» в 1997—1998 годах. |  |
| Изображение                   | Тип                       | Производство | Назначение                         | Количество | Примечания |  |
| БПЛА                          |                           |              |                                    |            | |  |
|                               | Elbit Hermes 450          | Израиль      | многоцелевой разведывательный БПЛА | н/д        | |  |

### Бывшие самолёты и вертолёты
- Ми-24 (В эксплуатации с 1993 по 2004 год)[7]

## Опознавательные знаки
- Опознавательный знак BBC и ПВО Хорватии
- Знак на киль
- Вариант уменьшенной видимости

### Эволюция опознавательных знаков
| Опознавательный знак | Знак на фюзеляж | Знак на киль | Когда использовался            | Порядок нанесения |
| -------------------- | --------------- | ------------ | ------------------------------ | ----------------- |
|                      |                 |              | 1991 — 1993                    |                   |
|                      |                 |              | с 1993 года по настоящее время |                   |

## Воинские звания и знаки различия

### Генералы и офицеры
| Категории (код НАТО)                  | Генералы (OF-10—OF-6)       | Генералы (OF-10—OF-6) | Генералы (OF-10—OF-6) | Генералы (OF-10—OF-6) | Генералы (OF-10—OF-6) | Старшие офицеры (OF-5—OF-3) | Старшие офицеры (OF-5—OF-3) | Старшие офицеры (OF-5—OF-3) | Младшие офицеры (OF-2 и OF-1) | Младшие офицеры (OF-2 и OF-1) | Младшие офицеры (OF-2 и OF-1) |
| ------------------------------------- | --------------------------- | --------------------- | --------------------- | --------------------- | --------------------- | --------------------------- | --------------------------- | --------------------------- | ----------------------------- | ----------------------------- | ----------------------------- |
| Погон                                 |                             |                       |                       |                       |                       |                             |                             |                             |                               |                               |                               |
| Знак различия на полевую форму одежды |                             |                       |                       |                       |                       |                             |                             |                             |                               |                               |                               |
| Хорватское название                   | Stožerni general            | General zbora         | General pukovnik      | General bojnik        | Brigadni general      | Brigadir                    | Pukovnik                    | Bojnik                      | Satnik                        | Natporučnik                   | Poručnik                      |
| Российское соответствие               | Маршал Российской Федерации | Генерал армии         | Генерал-полковник     | Генерал-лейтенант     | Генерал-майор         | Полковник                   | Подполковник                | Майор                       | Капитан                       | Старший лейтенант             | Лейтенант                     |

### Подофицеры и солдаты
| Категории (код НАТО)                  | Старшие унтер-офицеры (OR-9—OF-7) | Старшие унтер-офицеры (OR-9—OF-7) | Старшие унтер-офицеры (OR-9—OF-7) | Младшие унтер-офицеры (OR-6—OR-4) | Младшие унтер-офицеры (OR-6—OR-4) | Младшие унтер-офицеры (OR-6—OR-4) | Солдаты (OR-3—OR-2) | Солдаты (OR-3—OR-2) |
| ------------------------------------- | --------------------------------- | --------------------------------- | --------------------------------- | --------------------------------- | --------------------------------- | --------------------------------- | ------------------- | ------------------- |
| Погон                                 |                                   |                                   |                                   |                                   |                                   |                                   |                     |                     |
| Знак различия на полевую форму одежды |                                   |                                   |                                   |                                   |                                   |                                   |                     |                     |
| Хорватское название                   | Časnički namjesnik                | Stožerni narednik                 | Nadnarednik                       | Narednik                          | Desetnik                          | Skupnik                           | Razvodnik           | Pozornik            |
| Российское соответствие               | Старший прапорщик                 | Прапорщик                         | Старшина                          | Старший сержант                   | Сержант                           | Младший сержант                   | Ефрейтор            | Рядовой             |

## Внешние ссылки
- Официальная страница ВВС и ПВО Хорватии  (хорв.)  (англ.)
- ВВС Хорватии на странице YuAirWar  (хорв.)
- ВВС NDH на странице YuAirWar  (хорв.)
- Эволюция опознавательных знаков ВВС Хорватии  (англ.)